# Torsten Jöhncke
Torsten Jöhncke, född 14 mars 1912 i Stockholm, död 8 november 1984, var en svensk ishockey- och squashspelare.
Torsten Jöhncke inledde sin aktiva karriär i ishockey i IFK Stockholm 1930, varefter han spelade med IK Göta från 1932 till 1946. Han vann SM i ishockey med IK Göta 1940. Han har även spelat för Berliner SC (Tyskland), Brussels IHSC (Belgien) and Queens (England). Det sistnämnda laget spelade han med under två säsonger 1934–1935.
Torsten Jöhncke spelade även squash och blev svensk inofficiell mästare 1941 och 1942 då han spelade för Stockholm Squash Klubb. Hans bror Lennart Jöhncke vann åren 1939 och 1940.
Torsten Jöhncke spelade också i Sveriges herrlandslag i ishockey som 1935 placerade sig på femte plats VM. Han vann en bronsmedalj i EM i ishockey 1936 efter Schweiz och Storbritannien. Samma år, 1936, placerar han sig på femte plats i de Olympiska vinterspelens ishockeyturnering. Han är Stor grabb i ishockey nummer 20.
Torsten Jöhncke är begravd på Norra begravningsplatsen utanför Stockholm.